# Erde-Affe
Der Erde-Affe (Wushen, chinesisch 戊申, Pinyin wùshēn) ist das 45. Jahr des chinesischen Kalenders (siehe Tabelle 天支 60-Jahre-Zyklus). Es ist ein Begriff aus dem Bereich der chinesischen Astrologie und bezeichnet diejenigen Mondjahre, die durch eine Verbindung des fünften Himmelsstammes (戊,  wù, Element Erde und Yáng) mit dem neunten Erdzweig (申,  shēn), symbolisiert durch den Affen (猴,  hóu), charakterisiert sind.
Nach dem chinesischen Kalender tritt eine solche Verbindung alle 60 Jahre ein. Das letzte Erde-Affe-Jahr begann 1968 und dauerte wegen der Abweichung des chinesischen vom gregorianischen Kalenderjahr vom 30. Januar 1968 bis 16. Februar 1969. Das nächste Erde-Affe-Jahr wird am 26. Januar 2028 beginnen und am 12. Februar 2029 enden. 

## Erde-Affe-Jahr
Im chinesischen Kalenderzyklus ist das Jahr des Erde-Affen 戊申wùshēn das 45. Jahr (am Beginn des Jahres: Feuer-Schaf 丁未 dīngwèi 44).
| Liste der Erde-Affe-Jahre des 60-Jahres-Zyklus (Ende des Zyklus – bei Zählung vom 1. Regierungsjahr Huángdì) (Beginn des Zyklus – bei Zählung vom 61. Regierungsjahr Huángdì)            |              |              |              |              |              |              |              |              |              |              |
| Zykl. | 0            | 1            | 2            | 3            | 4            | 5            | 6            | 7            | 8            | 9            |
| 0 | 2653 v. Chr. | 2593 v. Chr. | 2533 v. Chr. | 2473 v. Chr. | 2413 v. Chr. | 2353 v. Chr. | 2293 v. Chr. | 2233 v. Chr. | 2173 v. Chr. | 2113 v. Chr. |
| 10 | 2053 v. Chr. | 1993 v. Chr. | 1933 v. Chr. | 1873 v. Chr. | 1813 v. Chr. | 1753 v. Chr. | 1693 v. Chr. | 1633 v. Chr. | 1573 v. Chr. | 1513 v. Chr. |
| 20 | 1453 v. Chr. | 1393 v. Chr. | 1333 v. Chr. | 1273 v. Chr. | 1213 v. Chr. | 1153 v. Chr. | 1093 v. Chr. | 1033 v. Chr. | 973 v. Chr.  | 913 v. Chr.  |
| 30 | 853 v. Chr.  | 793 v. Chr.  | 733 v. Chr.  | 673 v. Chr.  | 613 v. Chr.  | 553 v. Chr.  | 493 v. Chr.  | 433 v. Chr.  | 373 v. Chr.  | 313 v. Chr.  |
| 40 | 253 v. Chr.  | 193 v. Chr.  | 133 v. Chr.  | 73 v. Chr.   | 13 v. Chr.   | 48           | 108          | 168          | 228          | 288          |
| 50 | 348          | 408          | 468          | 528          | 588          | 648          | 708          | 768          | 828          | 888          |
| 60 | 948          | 1008         | 1068         | 1128         | 1188         | 1248         | 1308         | 1368         | 1428         | 1488         |
| 70 | 1548         | 1608         | 1668         | 1728         | 1788         | 1848         | 1908         | 1968         | 2028         | 2088         |
| 80 | 2148         | 2208         | 2268         | 2328         | 2388         | 2448         | 2508         | 2568         | 2628         | 2688         |
| Hinweis: Die laufende Nr. des Zyklus ergibt sich aus der Zeilen-Nr. addiert mit der Spalten-Nr. Beispiel: Das Erde-Affe-Jahr des 35. Zyklus (Zeile 30 + Spalte 5) entspricht 553 v. Chr. |              |              |              |              |              |              |              |              |              |              |